# Jus'va
Jus'va (in russo Юсьва?) è un villaggio del Circondario dei Komi-Permiacchi nel Territorio di Perm', in Russia; è il centro amministrativo del distretto Jus'vinskij.